# Perfluoropropene
Il perfluoropropene (esafluoropropene, HFP in sigla inglese) è un'olefina perfluorurata usata come co-monomero nella produzione di elastomeri fluorurati. Insieme al tetrafluoroetilene è uno dei principali intermedi per la produzione di composti fluorurati.

## Sintesi
Il perfluoropropene si ottiene industrialmente dalla pirolisi atmosferica a 900 °C del tetrafluoroetilene.
 3 CF2=CF2 → 2 CF3-CF=CF2  98%
Durante il processo di pirolisi si formano anche tracce di perfluoroisobutene
 2 CF2=CF2 → CF3-C(CF3)=CF2  2%
Il meccanismo di reazione passa attraverso la formazione di difluorocarbene il quale attacca il tetrafluoroetilene per dare il perfluorociclopropano.
 CF2=CF2 → 2 CF2 
 CF2=CF2  + CF2 → ciclo-C3F6 
Il perfluorociclopropano può riarrangiarsi a dare perfluoropropene 
 ciclo-C3F6 → CF3-CF=CF2 
Il perfluoropropene a sua volta può addizionare il difluorocarbene per dare il perfluoro-metil-ciclopropano
 CF3-CF=CF2 + CF2 → CF3-ciclo-C3F6 
il quale si riarrangia a formare il perfluoro-2-metilpropene
 CF3-ciclo-C3F6 → CF3-C(CF3)=CF2

## Usi
Il perfluoropropene viene utilizzato come 
- Monomero per la produzione di elastomeri fluorurati.
- Materia prima per la produzione di esafluoropropene ossido.
- Materia prima per la produzione di perfluoropolieteri per fotopolimerizzazione ossidativa.
- Materia prima per la produzione di HFO-1234yf, un fluido refrigerante di nuova generazione.